# Hallie Quinn Brown
Hallie Quinn Brown (Pittsburgh, ca. 10 maart 1845-1850 – Wilberforce, 16 september 1949) was een Amerikaanse onderwijzer, elocutionist, schrijver en burgerrechtenactivist. Ze wordt beschouwd als een belangrijke pionier op het gebied van spraakonderwijs en de Afro-Amerikaanse vrouwenbeweging. In recent onderzoek wordt ze erkend als een van de grondleggers van spraakexpressie, een voorloper van de logopedie, met bijzondere betekenis voor Afro-Amerikaanse taalprofessionals.

## Biografie

### Jeugd en opleiding
Hallie Quinn Brown werd geboren in Pittsburgh, als dochter van Thomas Arthur Brown en Frances Jane Scroggins. Haar ouders kregen zeven kinderen en waren beiden voormalige tot slaaf gemaakten. Haar moeder werd vrijgelaten door haar witte grootvader en haar vader kocht zichzelf en zijn familie vrij. Beide ouders waren actief in het netwerk van de Underground Railroad dat gevluchte slaven hielp naar het noorden te ontsnappen.
In 1864 verhuisde het gezin naar Chatham in Canada, een belangrijke abolitionistische gemeenschap waar Browns talent voor spreken zich begon te ontwikkelen. Na de afschaffing van de slavernij vestigden ze zich in Ohio. Brown studeerde aan Wilberforce University, waar ze in 1873 haar Bachelor of Science behaalde. Ze was de eerste vrouw aan deze universiteit die later ook een Master of Science ontving. Tijdens haar studie woonde ze twee jaar bij bisschop Daniel A. Payne, president van de universiteit, die haar intensief begeleidde in uitspraak, literatuur en spreekvaardigheid. Veel later, in 1936, ontving Brown een honory doctorate of laws degree van Wilberforce University.

### Carrière
Brown begon haar carrière als onderwijzeres in de jaren 1870 op voormalige plantages in South Carolina en Mississippi. Ze gaf daar les aan pas vrijgemaakte Afro-Amerikanen. Van 1887 tot 1891 gaf ze nachtonderwijs aan Afro-Amerikanen in Dayton, Ohio.
In 1892 werd ze door Booker T. Washington uitgenodigd om les te geven aan het Tuskegee Institute in Alabama, waar ze schreef over de relatie tussen taal, cultuur en identiteit. Van 1885 tot 1887 was ze decaan van Allen University, een particuliere, historisch zwarte universiteit in Columbia. In 1893 werd ze professor aan Wilberforce University op de afdeling spraak en elocutie, waar ze ook lid werd van het bestuur.
Vanaf de jaren 1880 trad Brown op als elocutionist ('voordrachtskunstenaar'). Ze gaf les in ademhaling, uitspraak, stemgebruik en voordrachtstechnieken. Tussen 1894 en 1899 reisde Brown door de Verenigde Staten en Europa, zowel zelfstandig als met een groep artiesten onder de naam Wilberforce Concert Company. Browns optredens bestonden uit voordrachten, lezingen en toespraken over diverse thema’s zoals Afro-Amerikaanse cultuur, vrouwenrechten, de matigingsbeweging en de waarde van opleiding in retorica en spreekkunst (elocutie). Ze trad op in diverse Europese landen, waaronder Duitsland, Frankrijk en Zwitserland. In 1897 trad ze in het Verenigd Koninkrijk op voor koningin Victoria.

### Activisme en taalgebruik
Brown was actief in Afro-Amerikaanse vrouwenclubs en burgerrechtenorganisaties. In 1893 was ze medeoprichter van de Colored Women's League in Washington D.C., de eerste landelijke organisatie van en voor zwarte vrouwen in de Verenigde Staten. Deze ging in 1896 op in de National Association of Colored Women (NACW), waar Brown van 1920 tot 1924 als voorzitter diende. Vervolgens werd zij benoemd tot erevoorzitter voor het leven.
Ze was ook politiek actief voor de Republikeinse Partij. Ze voerde campagne voor onder anderen president Calvin Coolidge en Warren Harding. Ze sprak op de Republikeinse Nationale Conventie in 1924 en pleitte voor voor vrouwenkiesrecht, onderwijs en raciale gelijkheid. Daarnaast was ze van 1900 tot 1912 secretaris van onderwijs van de African Methodist Episcopal Church en voorzitter van de Ohio State Federation of Colored Women’s Clubs. Ook was ze lid van groepen zoals King’s Daughters, Human Rights League en de Isabella Association. Ze trad op bij conferenties van de Women’s Christian Temperance Union.
Hoewel Brown bekwaam was in standaard Amerikaans Engels, gebruikte ze in voordrachten regelmatig African American Vernacular English (AAVE). Daarmee wilde ze eer bewijzen aan de taal van Afro-Amerikanen en hun culturele tradities. Ze gebruikte deze variëteit onder meer in haar voordrachtstukken om de culturele waarde en identiteit van Afro-Amerikanen te benadrukken. Ze droeg onder meer voor uit het werk van dichter Paul Laurence Dunbar, en hield lezingen met titels als Progress of Negro Education, Status of the Afro-American Woman Before and After the War en Negro Folklore and Folksong.

### Overlijden
Brown overleed op 16 september 1949 in Wilberforce, Ohio. Ze werd begraven op de Massies Creek Cemetery in Cedarville. 

## Erkenning
Hoewel het beroep van logopedist pas in de jaren 1920 werd geprofessionaliseerd, wordt Brown beschouwd als een belangrijke voorloper van het vakgebied. Ze gaf jarenlang les in ademhaling, uitspraak, stemgebruik en spreekvaardigheid; vaardigheden die later de kern vormden van logopedische interventie. In historisch onderzoek wordt ze erkend als een “professionele voorouder” van de logopedie, met bijzondere betekenis voor Afro-Amerikaanse taalprofessionals.
Naar Brown zijn verschillende instellingen genoemd:
- Het Hallie Q. Brown Community Center in Saint Paul, Minnesota (1929)
- De Hallie Q. Brown Memorial Library aan Central State University in Wilberforce, Ohio

## Publicaties
De onderstaande lijst bevat de belangrijkste publicaties van Hallie Quinn Brown.
- z.d. - As the Mantle Falls. Ongepubliceerde autobiografie.
- 1880 – Bits and Odds: A Choice Selection of Recitations for School, Lyceum, and Parlor Entertainments. Xenia, OH: Chew Press.
- 1892 – A Great Slight to the Race. Redactioneel artikel in The Freeman, Indianapolis, Indiana.
- 1907 – Mashile: The Story of an African Who Had a Vision. Xenia, OH: Homewood Cottage.
- 1910 – Elocution and Physical Culture: Training for Students, Teachers, Readers, Public Speakers. Wilberforce, OH: Homewood Cottage.
- 1920 – First Lessons in Public Speaking. Ongepubliceerde lezing.
- 1924 – Lizette, the Beautiful: A True Story of Slavery. In: Gospel Herald and Saturday Evening Call, 22(43), p. 1–3.
- 1925 – Our Women: Past, Present and Future. Xenia, OH: Eckerle Printing Co.
- 1925/1997 – Tales My Father Told Me and Other Stories. Oorspronkelijk gepubliceerd in 1925 (Wilberforce, OH: Eckerle Printing Co.), heruitgegeven in Robin Kilson (red.), Women Builders. New York: G. K. Hall & Co.
- 1926 – Homespun Heroines and Other Women of Distinction. Xenia, OH: Aldine Publishing Co.
- 1937 – Pen Pictures of Pioneers of Wilberforce. Wilberforce, OH: Aldine Publishing Co. Heruitgegeven in Robin Kilson (red.), Women Builders. New York: G. K. Hall & Co.

- Bibliothèque nationale de France: cb124913738 (data)
- CiNii: DA07188376
- Gemeinsame Normdatei: 140469435
- International Standard Name Identifier: 0000 0003 8279 0597
- Library of Congress Control Number: no96033326
- SNAC: w6vb8z9p
- Système universitaire de documentation: 261102540
- Virtual International Authority File: 266358069
- WorldCat: E39PCjHCWYHfPB34mkkVvrJ3Bd